# Пукениј Мошнени (Прахова)
Пукениј Мошнени (рум. Puchenii Moșneni) насеље је у Румунији у округу Прахова у општини Пукениј Мари. Oпштина се налази на надморској висини од 103 m.

## Становништво
Према подацима из 2002. године у насељу је живело 1425 становника, од којих су сви румунске националности.